# Nekropola sa stećcima na Brdu u Doknju
Nekropola sa stećcima na brdu u Doknju je povijesno-kulturno dobro u Bosni i Hercegovini. Predstavlja srednjovjekovnu nekropolu sa stećcima. Nalazi se na Brdu u Doknju. Odlukom Povjerenstva za zaštitu nacionalnih spomenika BiH donesenoj na 52. sjednici 21. – 23. studenoga 2011. uživa produženi režim zaštite kulturno-povijesnih dobara za koje su ponesene peticije kojima je režim zaštite istekao u razdoblju od 30. kolovoza 2011. do 30. studenoga 2011. godine.
S obzirom na brojnost, dekorativnu i oblikovnu vrijednost, a posebno krajobrazne značajke, područje župe Breške kojoj pripada Dokanj može se označiti matičnom oblasti ovoga specifikuma kršćanskog sepulkralnog naslijeđa. Među najvažnije lokalitete sa stećcima ("mramorovima", "mađarskim grobljima", kako ih sve naziva lokalno stanovništvo) spada dokanjsko katoličko groblje, uz ona u Obodnici Gornjoj i Donjim Breškama.
Nekropola na lokalitetu Brdo je s neutvrđenim brojem stećaka koji su mahom utonuli i zarasli.

## Vanjske poveznice
- Facebook - gradovrh.com Objava 6. prosinca 2012.
- Dokanj, Jarići i Breške: Stećci, simbol tisućljetnog postojanja[neaktivna poveznica]
- Slika iz članka[neaktivna poveznica]